# 毛利高定
毛利 高定（もうり たかさだ）は、江戸時代前期の武士。豊後佐伯藩の家門、のち旗本。

## 経歴
佐伯藩初代藩主・毛利高政の次男、庶子。慶長17年（1612年）父とともに前将軍・徳川家康に御目見し、江戸在府料として月俸70口を付される（元和4年（1618年）帰国）。
寛永10年（1633年）異母兄の2代藩主・高成が急死すると、その嫡男・高直が4歳と幼かったため、高成の叔父・吉安に後継として擁立された。しかし翌年に幕府は高直の相続を正統と認めたため、高定は佐伯藩を去って旗本に転じ、書院番300俵となった。延宝5年（1677年）家督を次男・高信に譲り、元禄元年（1689年）87歳で没。